# Arkadiusz Onyszko
Arkadiusz "Arek" Onyszko (Lublin, 12 de janeiro de 1974) é um ex-futebolista profissional polaco, atuava como goeliro, medalhista olímpico de prata.
Arkadiusz Onyszko conquistou a a medalha de prata em Barcelona 1992.